# Light (motorfiets)
Light is een historisch Amerikaans motorfietsmerk (1901-1909) dat gevestigd was in Milwaukee of Pennsylvania en dat kopieën van Indian-motorfietsen maakte. In 1909 werd het overgenomen door Fred Merkel die eigen machines onder de merknamen Merkel en Merkel-Light ging produceren. Waarschijnlijk was dit merk ook bekend onder de naam Light Thor-Bred. Thor leverde namelijk motorblokken en framedelen aan Indian en andere merken.